# Зенон из Кавна
Зенон из Кавна (др.-греч. Ζήνων) — египетский чиновник эпохи Птолемеев, с именем которого связан крупный архив документов на папирусе.
Архив был обнаружен зимой 1914—1915 годов египетскими крестьянами близ расположенной рядом с Файюмским оазисом древней Филадельфии. Хотя, согласно египетским законам, найденные при добыче себакха должны передаваться государству, папирусы были распроданы по-частям на местном рынке. Значительная часть была куплена Società Italiana per la Ricerca dei Papiri, но ещё большая часть была постепенно выкуплена Каирским музеем (P. Cair. Zen.). Остальное купили Британский музей, манчестерская библиотека Джона Райландса, Мичиганский и Колумбийский университеты. Небольшие части архива попали во Францию и Германию.
Архив Зенона, один из старейших и крупнейших древнегреческих архивов, накапливался в период с примерно 261 по 229 годы до н. э. и включает примерно 1700 текстов. Большая часть из них написана Зеноном, сыном Агреофона, но выделяются субкорпусы и других авторов. Крупнейший из них относится к Аполлонию, диойкету Птолемея II Филадельфа. Вероятно, Аполлоний был казнён или впал в немилость в начале царствования Птолемея III Эвергета. Первые документы архива относятся ко времени, когда Зенон поступил на службу к Аполлонию. Достаточно хорошо известно о происхождении и семье Зенона. Он родился в карийском городе Кавн, где жил вместе с отцом Агреофоном, братьями и многочисленными родственниками. Поступив на службу к Аполлонию, Зенон исполнял его поручения, посещая различные города Египта. Примерно в 258 году до н. э. Зенон продолжительное время находился в Палестине, а затем документы фиксируют его нахождение в свите Аполлония в качестве личного секретаря. С этого времени Зенон был вынужден проводить большую часть времени в разъездах, сопровождая своего господина. Около 256 году до н. э. Зенон был переведён на должность управляющего имениями Аполлония в Арсинойском номе.